# Гладкий Володимир Миколайович
Володимир Миколайович Гладкий (нар. 26 лютого 1987, Біла Церква) — український актор театру і кіно.
Відомий за роллю Вадима «Вадіка» Приходька в серіалі «Дільничний з ДВРЗ» та Семена Зозулі в серіалі «АТП Перевізники».
Закінчив Київський національний університет театру, кіно і телебачення імені І. К. Карпенка—Карого, курс Євгенії Гулякіної, та Київський національний університет культури і мистецтв, курс Нінель Биченко у 2009 році.
Працював в Театрі юного глядача на Липках, грає у виставах театральної агенції ТеАрт.
Співпрацює з Диким театром з 2017 року.
Зокрема грав у серіалі «Ніщо не трапляється двічі» Оксани Байрак. Він вважає, що тоді він був «зброєю» в руках російської пропаганди
В 2019 році зіграв Карпа у прем'єрній виставі «Кайдаші 2.0» київського «Дикого театру», показ якої відбувся у Будинку культури рідного села актора — у Сорокотязі

## Особисте життя
Протягом п'яти років перебував у стосунках із дівчиною Джулією. На початку 2024 року повідомив, що вони розійшлися. Причиною розставання, за словами Володимира, стала відстань та час.

## Цікаві факти
Володимир Гладкий практично з нуля вчив російську мову, щоб мати змогу грати в серіалах.